# Diócesis de Riohacha
La diócesis de Riohacha (en latín: Dioecesis Riviascianensis) es una circunscripción eclesiástica de la Iglesia católica en Colombia. Se trata de una diócesis latina, sufragánea de la arquidiócesis de Barranquilla. Desde el 22 de abril de 2020 su obispo es Francisco Antonio Ceballos Escobar, de la Congregación del Santísimo Redentor.

## Territorio y organización
La diócesis tiene 17 122 km² y extiende su jurisdicción sobre los fieles católicos de rito latino residentes en 8 de municipios del departamento de La Guajira: Uribia, Manaure, Maicao, Albania, Hatonuevo, Barrancas, Dibulla y Riohacha.
La sede de la diócesis se encuentra en la ciudad de Riohacha, en donde se halla la Catedral de Nuestra Señora de los Remedios.
En 2022 en la diócesis existían 38 parroquias.

## Historia
El vicariato apostólico de Riohacha fue erigido el 4 de diciembre de 1952 mediante la bula Gravi illa beati del papa Pío XII, por división del vicariato apostólico de La Guajira, que también dio origen al vicariato apostólico de Valledupar (hoy diócesis de Valledupar).
El nuevo vicariato apostólico quedó confiado al cuidado de los misioneros capuchinos de la provincia franciscana de Abruzos. Fue nombrado como primer vicario apostólico el fraile Eusebio Septimio Mari, quien se posesionó el 4 de julio de 1954. Luego lo sucedió en 1966, como segundo vicario apostólico, Livio Reginaldo Fischione, también de la Orden de los Hermanos Menores Capuchinos.
El 16 de julio de 1988 el vicariato apostólico fue elevado al rango de diócesis mediante la bula Quoniam ut piane del papa Juan Pablo II.

## Estadísticas
Según el Anuario Pontificio 2023 la diócesis tenía a fines de 2022 un total de 525 000 fieles bautizados.
| Año                                                                             | Población                        | Población                        | Población                        | Sacerdotes                       | Sacerdotes                       | Sacerdotes                       | Bautizados por sacerdote         | Diáconos permanentes             | Religiosos                       | Religiosos                       | Parroquias                       |
| Año                                                                             | Bautizados católicos             | Total                            | % de católicos                   | Total                            | Clero secular                    | Clero regular                    | Bautizados por sacerdote         | Diáconos permanentes             | Varones                          | Mujeres                          | Parroquias                       |
| Vicariato apostólico de Riohacha                                                | Vicariato apostólico de Riohacha | Vicariato apostólico de Riohacha | Vicariato apostólico de Riohacha | Vicariato apostólico de Riohacha | Vicariato apostólico de Riohacha | Vicariato apostólico de Riohacha | Vicariato apostólico de Riohacha | Vicariato apostólico de Riohacha | Vicariato apostólico de Riohacha | Vicariato apostólico de Riohacha | Vicariato apostólico de Riohacha |
| ------------------------------------------------------------------------------- | -------------------------------- | -------------------------------- | -------------------------------- | -------------------------------- | -------------------------------- | -------------------------------- | -------------------------------- | -------------------------------- | -------------------------------- | -------------------------------- | -------------------------------- |
| 1966                                                                            | 75 000                           | 80 000                           | 93.8                             | 17                               | 1                                | 16                               | 4411                             |                                  | 5                                | 52                               | 8                                |
| 1970                                                                            | 80 000                           | 90 000                           | 88.9                             | 17                               |                                  | 17                               | 4705                             |                                  | 20                               | 59                               |                                  |
| 1976                                                                            | 85 000                           | 100 000                          | 85.0                             | 18                               | 1                                | 17                               | 4722                             |                                  | 17                               | 59                               | 7                                |
| 1980                                                                            | 130 000                          | 159 500                          | 81.5                             | 18                               | 2                                | 16                               | 7222                             |                                  | 16                               | 67                               | 9                                |
| Diócesis de Riohacha                                                            |                                  |                                  |                                  |                                  |                                  |                                  |                                  |                                  |                                  |                                  |                                  |
| 1990                                                                            | 163 000                          | 201 000                          | 81.1                             | 30                               | 23                               | 7                                | 5433                             |                                  | 8                                | 62                               | 10                               |
| 1999                                                                            | 300 000                          | 380 000                          | 78.9                             | 36                               | 30                               | 6                                | 8333                             |                                  | 11                               | 73                               | 22                               |
| 2000                                                                            | 224 000                          | 250 000                          | 89.6                             | 35                               | 30                               | 5                                | 6400                             |                                  | 8                                | 80                               | 22                               |
| 2001                                                                            | 224 000                          | 250 000                          | 89.6                             | 36                               | 31                               | 5                                | 6222                             |                                  | 8                                | 80                               | 22                               |
| 2002                                                                            | 300 000                          | 380 000                          | 78.9                             | 35                               | 29                               | 6                                | 8571                             |                                  | 9                                | 88                               | 21                               |
| 2003                                                                            | 310 000                          | 385 000                          | 80.5                             | 34                               | 27                               | 7                                | 9117                             |                                  | 8                                | 92                               | 22                               |
| 2004                                                                            | 320 000                          | 390 000                          | 82.1                             | 31                               | 26                               | 5                                | 10 322                           |                                  | 6                                | 93                               | 22                               |
| 2010                                                                            | 353 000                          | 425 000                          | 83.1                             | 38                               | 34                               | 4                                | 9289                             |                                  | 5                                | 59                               | 23                               |
| 2014                                                                            | 414 700                          | 479 000                          | 86.6                             | 54                               | 48                               | 6                                | 7679                             |                                  | 6                                | 58                               | 37                               |
| 2017                                                                            | 429 000                          | 494 000                          | 86.8                             | 55                               | 38                               | 17                               | 7800                             |                                  | 17                               | 63                               | 37                               |
| 2020                                                                            | 508 800                          | 636 200                          | 80.0                             | 71                               | 62                               | 9                                | 7166                             |                                  | 9                                | 57                               | 38                               |
| 2022                                                                            | 525 000                          | 657 000                          | 79.9                             | 72                               | 62                               | 10                               | 7291                             |                                  | 15                               | 31                               | 38                               |
| Fuente: Catholic-Hierarchy, que a su vez toma los datos del Anuario Pontificio. |                                  |                                  |                                  |                                  |                                  |                                  |                                  |                                  |                                  |                                  |                                  |

## Episcopologio
- Eusebio Septimio Mari, O.F.M.Cap. † (21 de febrero de 1954-21 de diciembre de 1965 falleció)
- Livio Reginaldo Fischione, O.F.M.Cap. † (29 de septiembre de 1966-16 de julio de 1988 renunció)
- Jairo Jaramillo Monsalve (16 de julio de 1988-10 de junio de 1995 nombrado obispo de Santa Rosa de Osos)
- Gilberto Jiménez Narváez † (16 de julio de 1996-8 de marzo de 2001 renunció)
- Armando Larios Jiménez † (8 de marzo de 2001-5 de junio de 2004 renunció)
- Héctor Ignacio Salah Zuleta (13 de mayo de 2005-22 de abril de 2020 retirado)
- Francisco Antonio Ceballos Escobar, C.SS.R., desde el 22 de abril de 2020